# غانية اللمتونية
غانية اللمتونية أميرة مرابطية من قبيلة لمتونة الأمازيغية، وهي من قريبات السلطان المغربي يوسف بن تاشفين︎ اللمتوني الصنهاجي، ويُظن أنها إحدى بناته لكن الغالب أنها من بيت يوسف بن تاشفين فحسب.

## حياتها
زوجها يوسف بن تاشفين بالقائد علي بن يوسف المسوفي الصنهاجي، فأنجبت منه الأميران يحيى و محمد وعرفا بـ «إبن غانية» جريًا على عادة المرابطين؛ حيث كانوا ينسبون أبنائهم إلى أمهاتهم، نظراً لمكانة المرأة الرفيعة عند الملثمين، و يقول شهاب الدين النويري في هذا الصدد:
| غانية اللمتونية | جميع الملثمين ينقادون لأمور نسائهم، ولا يسمون الرجل إلا بأمه فيقولون: ابن فلانة، ولا يقولون: ابن فلان | غانية اللمتونية |

وقد أسس نسلهما سلالة «بني غانية» الأمازيغية الصنهاجية التي حكمت الجزر المعروفة بالجزائر الشرقية (لوقوعها في شرقي الأندلس) ويقال لها جزائر البليار.